# Greg Mullavey
Greg Mullavey, pseudonimo di Gregory Thomas Mulleavy Jr. (Buffalo, 10 settembre 1939), è un attore statunitense.

## Biografia
Nato a Buffalo, New York, ha cambiato l'ortografia del suo cognome da Mulleavy per evitare di venir confuso con suo padre, che aveva anche lo stesso nome. 
È apparso in serie televisive tra cui Uomini di legge, Blue Light, Agenzia Rockford, M*A*S*H, Arcibaldo, Bonanza, In casa Lawrence, Combat!, Il virginiano e Hawaii Squadra Cinque Zero. Ha avuto ruoli ricorrenti in Rituals, nei panni di Eddie Gallagher, e in iCarly, nel ruolo del nonno di Spencer. Ha interpretato Tom Hartman nell'iconica serie degli anni '70 Mary Hartman, Mary Hartman e Mule Canby nella miniserie televisiva Colorado.
A teatro è apparso al fianco di Marlo Thomas nell'opera teatrale Clever Little Lies di Joe DiPietro al Westside Theatre, a New York.

## Vita privata
È stato sposato con l'attrice Meredith MacRae dal 1969 al 1987. I due hanno avuto una figlia, Allison, nata nel 1974. Dal 1999 convive con l'attrice e scrittrice Ariana Johns.

## Filmografia parziale

### Cinema
- Attacco a Rommel (Raid on Rommel), regia di Henry Hathaway (1971)
- La macchina dell'amore (Love Machine), regia di Jack Haley Jr. (1971)
- Hindenburg, regia di Robert Wise (1975)

### Televisione
- Le strade di San Francisco (The Streets of San Francisco) – serie TV, 3 episodi (1973-1975)
- Agenzia Rockford (The Rockford Files) – serie TV, un episodio (1975)
- Bronk – serie TV, un episodio (1975)
- Mary Hartman, Mary Hartman – serie TV, 455 episodi (1976-1978)
- Colorado – serie TV, 4 episodi (1978-1979)
- Il mio amico Arnold (Different Strokes) – serie TV, un episodio (1980)
- Magnum P.I. – serie TV, un episodio (1983)
- I ragazzi del computer (The Whiz Kids) – serie TV, episodio 1x03 (1983)
- Rituals – serie TV, 11 episodi (1984)
- Ai confini della realtà (The Twilight Zone) – serie TV, un episodio (1985)
- Hill Street giorno e notte (Hill Street Blues) – serie TV, un episodio (1985)
- L.A. Law - Avvocati a Los Angeles (L.A. Law) – serie TV, un episodio (1987)
- Matlock – serie TV, un episodio (1987)
- Mio fratello Chip II (Not Quite Human II), regia di Eric Luke – film TV (1989)
- Profiler - Intuizioni mortali (Profiler) – serie TV, un episodio (1998)
- JAG - Avvocati in divisa (JAG) – serie TV, un episodio (1998)
- E.R. - Medici in prima linea (ER) – serie TV, un episodio (1998)
- Beautiful (The Bold and the Beautiful) – serie TV, 9 episodi (2000)
- iCarly – serie TV, 3 episodi (2007-2011)
- La vita segreta di una teenager americana (The Secret Life of the American Teenager) – serie TV, un episodio (2009)
- iCarly – serie TV, un episodio (2022)

## Doppiatori italiani
Nelle versioni in italiano delle opere in cui ha recitato, Greg Mullavey è stato doppiato da:
- Maurizio Scattorin in Ai confini della realtà, iCarly (ep. 1x05, 1x10)
- Romano Malaspina in Bronk
- Mauro Bosco in Mary Hartman, Mary Hartman
- Enzo Consoli in Colorado
- Dante Biagioni ne I ragazzi del computer
- Giorgio Melazzi in Rituals
- Sergio Tedesco in Mio fratello Chip II
- Mario Scarabelli in iCarly (ep. 4x08)
- Marco Balbi in iCarly (2021)